# Dunkleosteus terrelli
O Dunkleosteus terrelli foi um peixe placodermo pré-histórico que viveu no Devónico, há mais de 360 milhões de anos. Tinha a cabeça e o tórax coberto com placas duras parecidas com uma blindagem que chegavam a 5 cm de espessura, do restante do corpo (cauda) não existem fósseis, sendo que nas reconstituições essa parte é baseada na de outros placodermos. Media cerca de 6 metros de comprimento (embora alguns paleontólogos acreditem que o animal poderia chegar aos 9 metros) e mais de 04 toneladas de peso. Ele teoricamente podia fechar a mandíbula a uma grande velocidade a 250 kl de peso da mordida do animal.
Dunkleosteus significa "ossos de Dunkle", que é uma homenagem a David Dunkle, o diretor do setor de paleontologia vertebrada do Museu de História Natural de Cleveland na época do descobrimento do gênero.
Os primeiros fósseis foram encontrados em 1867 no estado americano de Ohio pelo geólogo Jay Terrell. Também foram achados fósseis na Europa e norte de África; essa ampla distribuição geográfica indica que esse animal estaria no topo da cadeia alimentar de seu período, se alimentando praticamente de qualquer animal contemporâneo e ocupando o nicho ecológico dos atuais grandes tubarões.

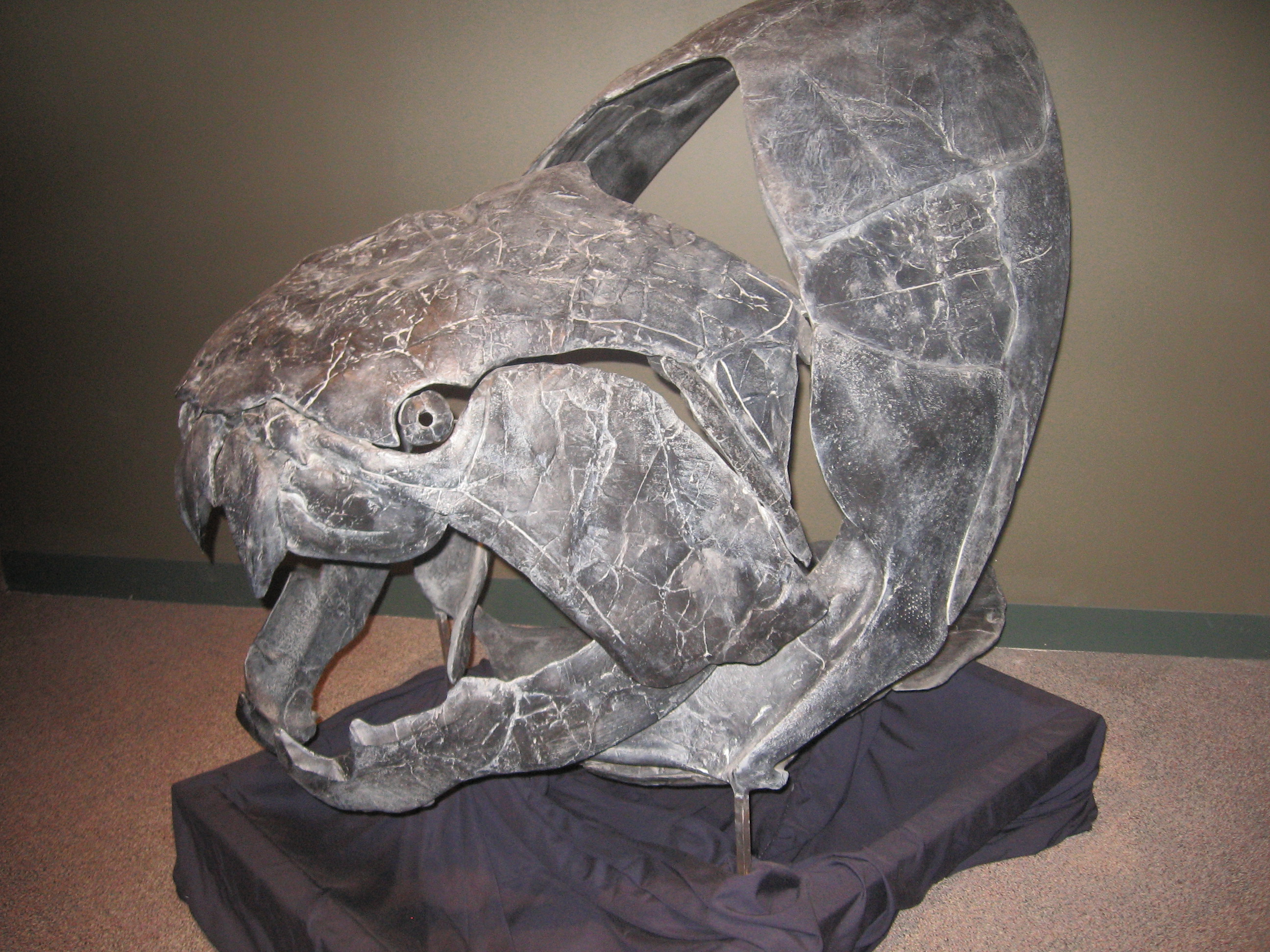
Crânio de Dunkleosteus terreli.

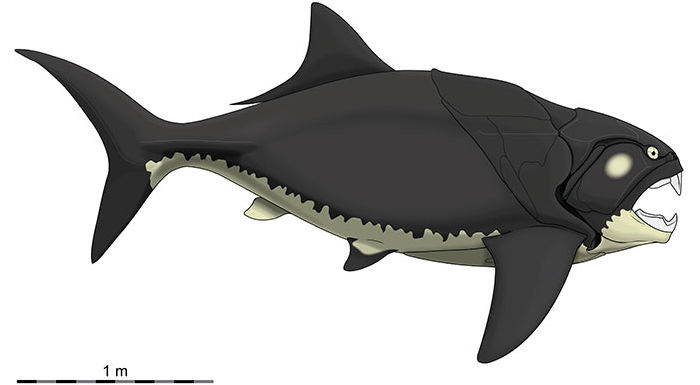
Reconstrução do Dunkleosteus terrelli em vida.

## Dinichthys
Em 1873, John Strong Newberry achou restos fósseis de um outro placodermo que denominou Dinichthys (que significa "peixe terrível"), porém devido a grande escassez de fósseis deste gênero e a grande semelhança dos achados com os de Dunkleosteus muitos especialistas acabaram por considerar os dois gêneros animais como o mesmo, mantendo a denominação mais antiga.